# Obârșia Nouă
Obârșia Nouă – wieś w Rumunii, w okręgu Aluta, w gminie Obârșia. W 2011 roku liczyła 1324 mieszkańców.